# Arne Kroták
Arne Kroták (* 6. června 1972, Třinec, Československo) je bývalý slovenský lední hokejista.

## Hokejová kariéra
Je odchovancem hokejového klubu HK Poprad. Téměř celou svou kariéru odehrál v československé a slovenské hokejové extralize. Arne Kroták je s 1259 zápasy a 519 góly rekordmanem ve slovenské nejvyšší hokejové soutěži. Byl u postupu mateřského klubu do nejvyšší československé ligy v roce 1991 a v jeho dresu odehrál prozatím 16 sezón. Čtyři roky působil v Košicích, v zahraničí odehrál jen po třech utkáních ve Zlíně a Třinci v české extralize. Je historicky nejúspěšnějším střelcem slovenské extraligy. V reprezentaci však odehrál jen šest utkání a vstřelil dva góly. Na významnějším turnaji hrál jen jako junior na mistrovství Evropy do 18 let v roce 1990. Kariéru ukončil v lednu 2018.

## Úspěchy a ocenění
- nejlepší střelec slovenské hokejové extraligy 2002/2003
- člen All-stars týmu slovenské extraligy 2002/2003 a 2005/2006
- nejlepší střelec v historii slovenské extraligy
- nejlepší slovenský ligový střelec v součtu československé a slovenské ligy dohromady[1]

## Klubové statistiky
| Sezona    | Klub      | Soutěž | Základní část | Základní část | Základní část | Základní část | Základní část | Základní část | Play off | Play off | Play off | Play off | Play off | Play off |
| Sezona    | Klub      | Soutěž | Z             | G             | A             | B             | TM            | + / -         | Z        | G        | A        | B        | TM       | + / -    |
| --------- | --------- | ------ | ------------- | ------------- | ------------- | ------------- | ------------- | ------------- | -------- | -------- | -------- | -------- | -------- | -------- |
| 1990/1991 | Poprad    | SNHL   | 28            | 1             | 2             | 3             |               |               |          |          |          |          |          |          |
| 1991/1992 | Poprad    | ČSHL   | 31            | 7             | 8             | 15            |               |               | 5        | 1        | 2        | 3        |          |          |
| 1992/1993 | Poprad    | ČSHL   | 37            | 11            | 10            | 21            |               |               |          |          |          |          |          |          |
| 1992/1993 | HC Košice | ČSHL   | 1             | 0             | 0             | 0             |               |               |          |          |          |          |          |          |
| 1993/1994 | HC Zlín   | ELH    | 3             | 0             | 0             | 0             |               |               |          |          |          |          |          |          |
| 1993/94   | Poprad    | SE     | 34            | 17            | 10            | 27            |               |               |          |          |          |          |          |          |
| 1994/1995 | Poprad    | SE     | 36            | 15            | 20            | 35            | 6             |               | 9        | 3        | 6        | 9        | 0        |          |
| 1995/1996 | Poprad    | SE     | 34            | 16            | 19            | 35            | 50            | +8            |          |          |          |          |          |          |
| 1995/1996 | Třinec    | ELH    | 3             | 0             | 1             | 1             | 2             |               |          |          |          |          |          |          |
| 1996/1997 | Poprad    | SE     | 50            | 16            | 24            | 40            | 40            | -5            |          |          |          |          |          |          |
| 1997/1998 | Poprad    | SE     | 43            | 12            | 20            | 32            | 24            | +6            |          |          |          |          |          |          |
| 1998/1999 | Poprad    | SE     | 53            | 27            | 25            | 52            | 52            | +21           |          |          |          |          |          |          |
| 1999/2000 | Poprad    | SE     | 56            | 33            | 28            | 61            | 64            | +25           | 6        | 2        | 1        | 3        | 12       | -7       |
| 2000/2001 | Poprad    | SE     | 51            | 22            | 28            | 50            | 60            | +6            | 6        | 2        | 1        | 3        | 4        | -1       |
| 2001/2002 | HC Košice | SE     | 50            | 25            | 22            | 47            | 84            | +31           | 11       | 2        | 5        | 7        | 20       |          |
| 2002/2003 | HC Košice | SE     | 51            | 28            | 25            | 53            | 62            |               | 13       | 7        | 7        | 14       | 32       |          |
| 2003/2004 | HC Košice | SE     | 48            | 21            | 23            | 44            | 38            | +25           | 8        | 2        | 4        | 6        | 4        | -1       |
| 2004/2005 | HC Košice | SE     | 51            | 26            | 25            | 51            | 70            | +44           | 10       | 4        | 4        | 8        | 8        | 0        |
| 2005/2006 | Poprad    | SE     | 45            | 17            | 23            | 40            | 118           | +18           | 15       | 13       | 6        | 19       | 59       | +18      |
| 2006/2007 | Poprad    | SE     | 51            | 26            | 23            | 49            | 46            | +26           | 6        | 0        | 3        | 3        | 8        | +1       |
| 2007/2008 | Poprad    | SE     | 51            | 19            | 30            | 49            | 84            | +32           | 5        | 2        | 2        | 4        | 0        | -3       |
| 2008/2009 | Poprad    | SE     | 53            | 25            | 31            | 56            | 92            |               |          |          |          |          |          |          |
| 2009/2010 | Poprad    | SE     | 44            | 16            | 30            | 46            | 56            |               | 3        | 1        | 1        | 2        | 12       |          |
| 2010/2011 | Poprad    | SE     | 52            | 20            | 38            | 58            | 46            |               | 18       | 2        | 3        | 5        | 28       |          |
| 2011/2012 | Poprad    | SE     | 51            | 20            | 19            | 39            | 30            |               | 3        | 0        | 2        | 2        | 10       |          |
| 2012/2013 | Nice      | FRA-2  | 24            | 20            | 19            | 39            | 30            |               | 2        | 0        | 2        | 2        | 10       |          |